# Rodrigo Fabri
Rodrigo Fabri (* 15. Januar 1976 in Santo André, SP) ist ein ehemaliger brasilianischer Fußballspieler.

## Karriere
1998 wechselte Fabri nach Europa zu Real Madrid. Bei dem Klub konnte er sich nicht durchsetzen und wurde die meiste Zeit an andere Klubs verliehen. 2021 bezeichnete er selbst den Wechsel als einen Fehler. Er hätte eher die Angebote des AS Rom oder Deportivo La Coruña annehmen sollen.
Von 1996 bis 1997 bestritt Fabri drei Spiele für die Nationalmannschaft Brasiliens. Beim FIFA-Konföderationen-Pokal 1997 war er Teil der Mannschaft, kam beim Titelgewinn aber zu keinen Einsätzen.

## Trivia
Nach seiner aktiven Laufbahn absolvierte Fabri 2010 bei Náutico Capibaribe unter Alexandre Gallo ein Praktikum als Trainer. Er wurde in dem Bereich aber nicht aktiv. Stattdessen nahm Fabri eine Tätigkeit als Bauträger auf.
2014 wurde Fabri als Koordinator bei Portuguesa eingestellt.
2023 gewann er für Portuguesa den Circuito Paulista de Futevôlei, einen Fußvolleyballwettbewerb.

## Erfolge
Nationalmannschaft
- FIFA-Konföderationen-Pokal: 1997

Grêmio
- Copa do Brasil: 2001

FC São Paulo
- Campeonato Brasileiro: 2006

Figueirense FC
- Staatsmeisterschaft von Santa Catarina: 2008

Auszeichnungen
- Brasilianischer Torschützenkönig: 2002